# Savanah Leaf
Savanah Leaf (ur. 24 listopada 1993 w Wielkiej Brytanii) – brytyjska siatkarka grająca jako przyjmująca. Obecnie występuje w drużynie University of Miami.